# EasyVoyage
easyVoyage est un portail dédié au voyage fondé en juin 2000 par Jean-Pierre Nadir et Hervé Lemoine.
À partir de 2015, easyVoyage a rejoint le groupe Webedia et développé une agence intégrée spécialisée dans le tourisme. 
L'entreprise exerce son activité dans 5 pays européens : France, Italie, Espagne, Royaume-Uni et Allemagne.

## Historique
- 2000 : création de la société
- 2007 : Acquisition du comparateur Alibabuy[1]
- 2011 : Acquisition d’un des principaux portails et comparateur anglais : Dealchecker[2]
- 2015 : Webedia annonce un rapprochement avec le Groupe Easyvoyage, pour une prise de capital de 57 % à la fin de l'été 2015
- 2015 : Acquisition d’un des leaders des comparateurs de campings : Toocamp[3]
- 2016 : Acquisition de l’Officiel des Vacances (bons plans voyages) au Groupe (VPG) Voyage Privé[4]
- 2019 : Signature d’une convention de partenariat avec Atout France afin de promouvoir la destination France et la marque easyvoyage à l’international [5]
- 2020 : Départ du fondateur Jean-Pierre Nadir[6]
- 2021 : Développement du pôle Travel de Webedia à l’international
- 2023 : Refonte du site Easyvoyage[7] qui devient un média voyage de l’inspiration à la conversion